# José Maria Rodrigues

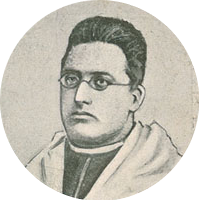
José Maria Rodrigues (1912)

José Maria Rodrigues (* 27. Juni 1857 in Gondim; † 20. Januar 1942 in Lissabon) war ein portugiesischer Romanist und Lusitanist.

## Leben und Werk
Rodrigues studierte von 1878 bis 1886 an der Universität Coimbra, zuerst drei Jahre Rechtswissenschaft, dann Theologie. Er wurde zum Priester geweiht. 1888 wurde er promoviert und lehrte Hebräisch bis 1895. Dann ging er als Gymnasialdirektor nach Lissabon und war Hauslehrer im Königshaus, u. a. des späteren Königs Manuel II. (Portugal). Er wechselte 1902 an den Curso Superior de Letras über, dem Vorläufer der 1911 gegründeten Faculdade de Letras der Universität Lissabon, wo er zuerst Klassische Philologie lehrte, seine Publikationen aber ausschließlich Camões widmete und von 1925 bis zu seiner Emeritierung 1933 den neu geschaffenen Camões-Lehrstuhl (Cadeira de Estudos Camonianos) besetzte (Nachfolger: Hernâni Cidade). 
Rodrigues war Mitglied der Academia Real das Ciências (1912, von 1923 bis 1927 Leiter der „Classe de Letras“) und Ehrendoktor der Universität Coimbra. In Lissabon ist eine Straße nach ihm benannt.

## Werke
- Fontes dos Lusíadas, Coimbra 1905, 1979
- Camões e a Infanta D. Maria, Coimbra 1910
- Algumas observações a uma edição comentada dos Lusíadas, Coimbra 1915
- (Hrsg.) Camões, Os Lusíadas 1921, 1928, 1931
- Lição inaugural da Cadeira de estudos Camonianos. Importância e dificuldades destes estudos, Coimbra 1925
- Introdução aos autos de Camões, Coimbra, 1931Os Lusíadas  de Luís de Camões / edição nacional / Lisboa : Imprensa nacional de Lisboa , 1931
- (mit Afonso Lopes Vieira) Camões, Líricas, 1932
- Pontos de contacto entre a linguagem do "D. Quixote" e a de "Os Lusíadas",  Coimbra 1931
- A Tese da Infanta nas Líricas de Camões, Coimbra 1933–1934